# Moreno De Pauw
Moreno De Pauw (Sint-Niklaas, 12 agosto 1991) è un ex pistard belga, professionista dal 2014 al 2019 e vincitore di nove Sei giorni.

## Palmarès

### Pista
- 2008 (Juniores)

Campionati belgi, Inseguimento individuale Junior
Campionati belgi, Chilometro a cronometro Junior
Campionati belgi, Omnium Junior
- 2009 (Juniores)

Campionati belgi, Velocità a squadre Junior (con Gijs Van Hoecke e Jorne Carolus)
Campionati belgi, Chilometro a cronometro Junior
- 2012

Campionati belgi, Omnium
Campionati belgi, Americana (con Nicky Cocquyt)
- 2013

Campionati belgi, Scratch
Campionati belgi, Omnium
Campionati belgi, Chilometro a cronometro
- 2014

Campionati belgi, Chilometro a cronometro
Campionati belgi, Corsa a punti
- 2015

Campionati belgi, Omnium
Sei giorni di Londra (con Kenny De Ketele)
Campionati belgi, Chilometro a cronometro
Campionati belgi, Corsa a eliminazione
Campionati belgi, Scratch
Campionati belgi, Americana (con Nicky Cocquyt)
- 2016

Campionati belgi, Omnium
Sei giorni di Berlino (con Kenny De Ketele)
Sei giorni di Londra (con Kenny De Ketele)
Sei giorni di Amsterdam (con Kenny De Ketele)
Campionati belgi, Corsa a punti
Campionati belgi, Americana (con Kenny De Ketele)
- 2017

Campionati belgi, Omnium
Belgian International Track Meeting, Americana (Gand, con Kenny De Ketele)
Sei giorni di Palma di Maiorca (con Kenny De Ketele)
Sei giorni di Gand (con Kenny De Ketele)
- 2018

Sei giorni di Rotterdam (con Kenny De Ketele)
Campionati belgi, Americana (con Robbe Ghys)
- 2019

Sei giorni di Copenaghen (con Kenny De Ketele)
Campionati belgi, Americana (con Lindsay De Vylder)
- 2020

Sei giorni di Berlino (con Wim Stroetinga)

### Strada
- 2013 (Rock Werchter, una vittoria)

8ª tappa An Post Rás (Glengarriff > Mitchelstown)

#### Altri successi
- 2013 (Rock Werchter)

Kampioenschap van het Waasland
- 2018 (Topsport Vlaanderen-Baloise)

Derny Gravenwezel

## Piazzamenti

### Competizioni mondiali
- Campionati del mondo su pista

Città del Capo 2008 - Inseguimento a squadre Junior: 7º
Città del Capo 2008 - Omnium Junior: 2º
Mosca 2009 - Inseguimento a squadre Junior: 6º
Mosca 2009 - Omnium Junior: 12º
Melbourne 2012 - Scratch: 19º
Minsk 2013 - Scratch: 8º
Cali 2014 - Inseguimento a squadre: 9º
Cali 2014 - Scratch: 12º
Saint-Quentin-en-Yvelines 2015 - Inseguimento a squadre: 9º
Saint-Quentin-en-Yvelines 2015 - Corsa a punti: 12º
Londra 2016 - Scratch: 11º
Londra 2016 - Americana: 7º
Hong Kong 2017 - Inseguimento a squadre: 8º
Hong Kong 2017 - Americana: 3º
Apeldoorn 2018 - Inseguimento a squadre: 12º
Apeldoorn 2018 - Americana: 8º
Pruszków 2019 - Scratch: 11º

### Competizioni europee
- Campionati europei su pista

Pruszków 2008 - Inseguimento a squadre Junior: 5º
Pruszków 2008 - Inseguimento individuale Junior: 22º
Pruszków 2008 - Scratch Junior: 19º
Pruszków 2008 - Americana Junior: 4º
San Pietroburgo 2010 - Inseguimento individuale Under-23: 15º
San Pietroburgo 2010 - Corsa a chilometro Under-23: 18º
San Pietroburgo 2010 - Corsa a punti Under-23: 18º
San Pietroburgo 2010 - Americana Under-23: 12º
Pruszków 2010 - Inseguimento a squadre: 10º
Anadia 2011 - Inseguimento a squadre Under-23: 5º
Anadia 2011 - Omnium Under-23: 3º
Anadia 2011 - Americana Under-23: 13º
Apeldoorn 2011 - Inseguimento a squadre: 7º
Apeldoorn 2011 - Corsa a punti: ritirato
Anadia 2012 - Inseguimento a squadre Under-23: 3º
Anadia 2012 - Scratch Under-23: 17º
Anadia 2012 - Americana Under-23: 4º
Anadia 2013 - Inseguimento a squadre Under-23: 5º
Anadia 2013 - Scratch Under-23: 4º
Anadia 2013 - Americana Under-23: 4º
Apeldoorn 2013 - Inseguimento a squadre: 6º
Apeldoorn 2013 - Americana: 7º
Baie-Mahault 2014 - Scratch: 26º
Baie-Mahault 2014 - Inseguimento a squadre: 12º
Baie-Mahault 2014 - Corsa a punti: 21º
Baie-Mahault 2014 - Chilometro a chilometro: 14º
Grenchen 2015 - Inseguimento a squadre: 8º
Grenchen 2015 - Corsa a eliminazione: 5º
Grenchen 2015 - Americana: 5º
Saint-Quentin-en-Yvelines 2016 - Inseguimento a squadre: 7º
Saint-Quentin-en-Yvelines 2016 - Omnium: 13º
Saint-Quentin-en-Yvelines 2016 - Americana: 3º
Berlino 2017 - Inseguimento a squadre: 8º
Berlino 2017 - Corsa a punti: 10º
Berlino 2017 - Americana: 6º
Glasgow 2018 - Corsa a eliminazione: 8º
- Giochi europei

Minsk 2019 - Inseguimento a squadre: 7º
Minsk 2019 - Americana: 4º